# Chichiriviche (Venezuela)
Chichiriviche est une localité de l'État de Falcón au Venezuela, chef-lieu de la municipalité de Monseñor Iturriza. Petit village de pêcheurs, le site permet d'accéder aux lieux touristiques voisins, notamment pour la plongée sous-marine et le parc national Morrocoy. En 2000, sa population s'élève à 5 185 habitants.

## Tourisme
Au large se trouve un grand nombre d'îlots, dont le plus connu est le Cayo sombrero, ainsi que de nombreuses plages attirant les plongeurs pour la richesse des espèces de coraux et de poissons. Les temps trajet par bateau sont courts : 15 min pour l'îlot le plus proche et 40 min pour l'îlot le plus lointain.